# Стоян Желев
Стоян Желев е български футболист (притежава и руско гражданство), защитник в Локомотив Стара Загора. Висок е 182 см и тежи 75 кг.

## Кариера
Преди да играе за старозагорци е играл за отборите на Марица-изток (Раднево), Димитровград, Черноморец (Бургас), Олимпик (Тетевен), Олимпик-Берое (Стара Загора) „Иртиш“ (Русия) и Берое (Стара Загора).